# Cigaritis takanonis
Cigaritis takanonis — вид дневных бабочек из семейства голубянок (Lycaenidae).

## Описание

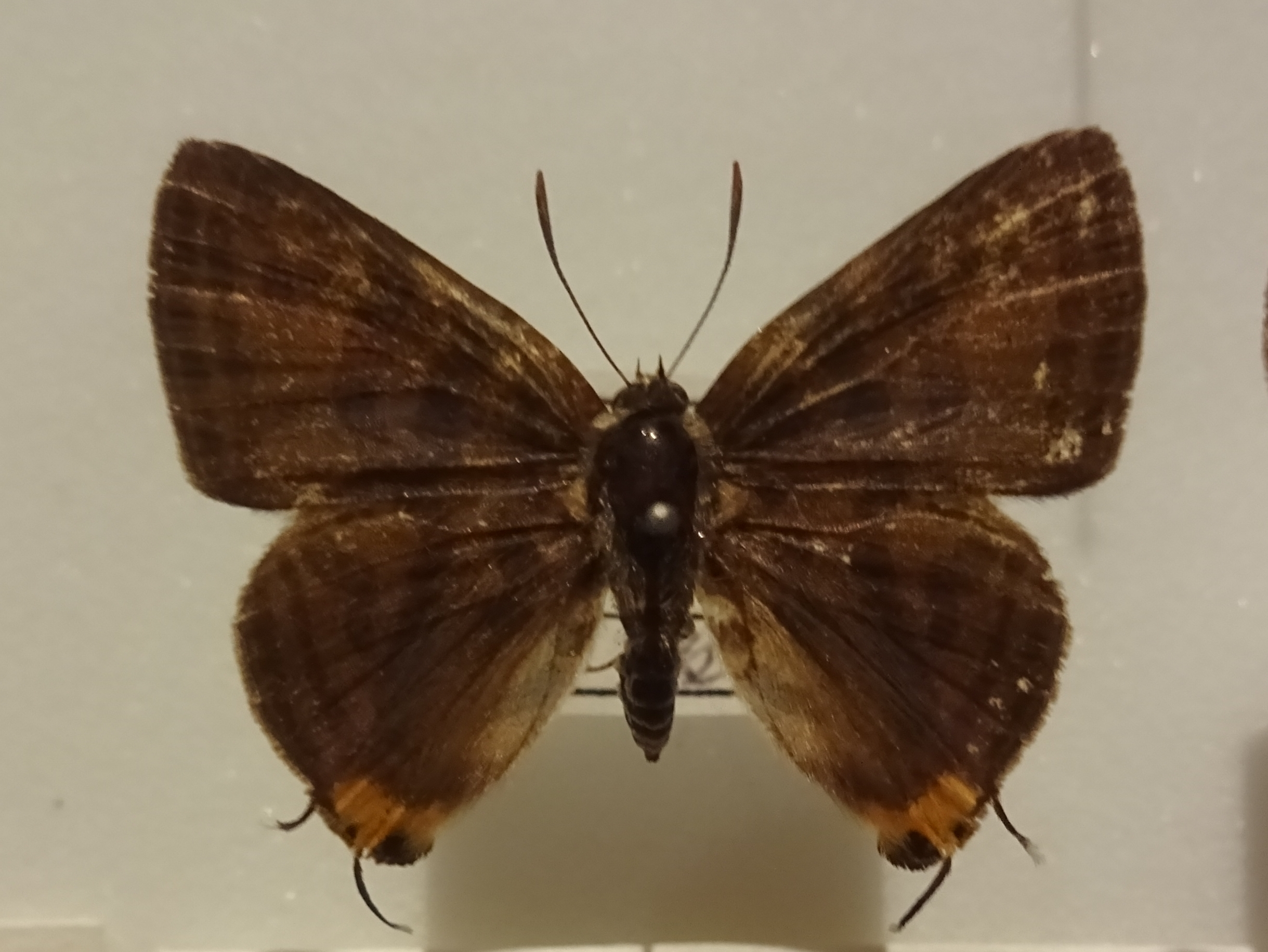

Длина переднего крыла бабочек 12—15 мм. Крылья на верхней стороне у самца с голубым отливом под центральной ячейкой. У самки верхняя сторона крыльев бурая. Задние крылья с 2 хвостиками. Анальный угол крыльев сверху красный. Перевязи на нижней стороне крыльев с металлическими чешуйками в центральной части. Глаза голые. Передние лапки несегментированные, на конце изогнуты вниз.

## Ареал
Корейский полуостров, Япония, Китай.

## Биология
За год развивается в одном поколении. Время лёта с середины июня по начало июля. Гусеницы развиваются в гнездах муравьев рода Crematogaster на старых соснах, вишнях, шелковицах.